# کریستیان پونسله
کریستیان پونسله (فرانسوی: Christian Poncelet‎; زاده ۲۴ مارس ۱۹۲۸ – درگذشته ۱۱ سپتامبر ۲۰۲۰) سیاستمدار اهل فرانسه بود.
کریستیان پونسله در ۱۱ سپتامبر ۲۰۲۰، در سن ۹۲ سالگی درگذشت.
وی همچنین برندهٔ جوایزی همچون لژیون دونور (افسر) شده‌است.